# Ніїдзіма (Токіо)

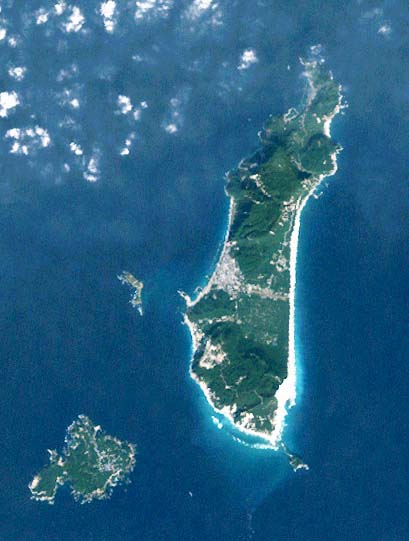

34°22′37″ пн. ш. 139°15′26″ сх. д. / 34.37694° пн. ш. 139.25722° сх. д.
Ніїдзі́ма (яп. 新島村, にいじまむら, МФА: [niːd͡ʑima muɾa]) — село в Японії, в області Осіма префектури Токіо. Займає територію островів Ніїдзіма, Хансіма, Удоне, Дзінай й Сікіне з групи островів Ідзу. Належить до острівних територій Токіо. Станом на 1 жовтня 2008 площа села становила 27,83 км². Станом на 1 січня 2009 населення села становило 2849 осіб.